# 미국 전기통신공업회
TIA(Telecommunications Industry Association, 미국통신산업협회)는 통신과 정보기술 산업을 지원하는 미국의 비영리 협회이다. 1988년 4월 미국전화공급자협회(United States Telecommunications Suppliers Association)와 미국전자공업연합(EIA)의 정보통신기술그룹(Information and Telecommunications Technologies Group)이 합병하여 TIA가 설립되었다. TIA는 EIA의 전기통신부(communication sector)를 담당하고 있기도 하다.
TIA는 회원사들을 위한 시장 중심적인 포럼을 표방하고 있으며, 회원사들의 이익을 대변하는 정책 제안, 표준 개발을 담당하는 Engineering Committee 지원, 회원사와 소비자간 교류 역할을 담당하고, 산업현황 분석 및 정보제공을 하고 있다.
특히, TIA는 ANSI로부터 위임을 받아 표준을 개발하고 있으며, 대상 분야는 광섬유(Fiber Optics), 위성통신(Satellite Communications), 무선통신(Wireless Communications), 댁내장비(User Premises Equipment), 네트워크 장비(Network Equipment) 분야가 있다. 실제 작업은 각 분야별로 구분된 11개 의 Engineering Committee에서 담당하며, 약 1,200여명이 참여하고 있다. 현재까지 개발된 표준은 1,800여건이 있다.